# پسامبناگرایی
پسامبناگرایی (به انگلیسی: Postfoundationalism) نظریه ای فلسفی در حوزه معرفت‌شناسی است که به معنای رد یک اقتدار فرضی یا اعطا شده برای یک عمل یا عقیده خاص است اما همچنان قائل به استدلال کردن به شیوه دیالکتیکی برای دست‌یابی به دلیل برای یک رفتار یا باور است. این اصطلاح ابتدا در الهیات فلسفی به کار رفته بود، اگرچه بعد از آن در گفتمان‌های دیگر فلسفی نیز مورد استفاده قرار گرفته است. در واقع پسامبناگرایی نگاهی به عقلانیت است که ادعا می‌کند فراتر از مبناگرایی جزم‌اندیشانه دوران مدرن و نامبناگرایی نسبی‌گرایانه پسامدرن قرار دارد؛ از این رو تلاش کرده از این بحث مداوم بین مدل های مبناگرایی و نامبناگرایی بیرون آید و از بن‌بست بین این مدل‌ها فراتر رود.
برخلاف مبناگرایان، پسامبناگرایی می‌پذیرد که تأملات عقلانی (و به طور گسترده‌تر، خود تجربه) همیشه و در حال حاضر مشروط به شرایط اجتماعی و تاریخی است. از طرف دیگر برخلاف نامبناگرایان، پسامبناگرایی معتقد نیست که این توجه به زمینه و شرایط اجتماعی و تاریخی امکان دستیابی فراتر از محدوده جوامع خاص، یا تلاش برای گفتگوی میان رشته ای و فرامرزی را غیر ممکن می کند. 
1. ↑  مشارکت‌کنندگان در ویکی‌پدیای انگلیسی
2. ↑  پورمحمدی، نعیمه؛ طالب، حمید، ارتباط میان‌رشته‌ای علم و الاهیات: مشکل معرفت‌شناختی و راه‌حل پسامبناگرایی، پژوهش‌های ادیانی، بهار و تابستان 94، ص 115-135
3. ↑  «Postfoundationalism | Encyclopedia.com». www.encyclopedia.com. دریافت‌شده در ۲۰۲۰-۰۵-۲۰.